# Pseudopanotrogus extrarius
Pseudopanotrogus extrarius är en skalbaggsart som beskrevs av Keith 2005. Pseudopanotrogus extrarius ingår i släktet Pseudopanotrogus och familjen Melolonthidae. Inga underarter finns listade i Catalogue of Life.